# Steve Crocker
Steve D. Crocker (ur. 15 października 1944 w Pasadenie) – pomysłodawca serii Request for Comments , autor pierwszego dokumentu RFC  i wielu innych.

## Życiorys
Uzyskał tytuł licencjata z matematyki (1968) i doktora informatyki (1977) na Uniwersytecie Kalifornijskim (UCLA) w Los Angeles. W 2011 Crocker został przewodniczącym zarządu ICANN (Internetowa Korporacja ds. Nadanych Nazw i Numerów).
Steve Crocker jest zaangażowany w rozwój Internetu od jego powstania. Pod koniec lat 60. XX wieku, jako student UCLA, był członkiem zespołu opracowującego protokoły dla sieci ARPANET, która ustaliła podwaliny współczesnego Internetu. Za ten wkład Crocker otrzymał nagrodę IEEE Internet Award w 2002 roku.
W 2012 Internet Society wyróżniło Stevena Crockera umieszczeniem na liście Internet Hall of Fame.